# Elpidio Sánchez
Elpidio Sánchez är en ort i Mexiko.   Den ligger i kommunen Jonuta och delstaten Tabasco, i den sydöstra delen av landet, 700 km öster om huvudstaden Mexico City. Elpidio Sánchez ligger 6 meter över havet och antalet invånare är 136.
Terrängen runt Elpidio Sánchez är mycket platt. Runt Elpidio Sánchez är det mycket glesbefolkat, med 3 invånare per kvadratkilometer. Närmaste större samhälle är Palizada, 14,3 km öster om Elpidio Sánchez. Omgivningarna runt Elpidio Sánchez är en mosaik av jordbruksmark och naturlig växtlighet.